# 9073 Yoshinori
9073 Yoshinori eller 1994 ER är en asteroid i huvudbältet som upptäcktes den 4 mars 1994 av den japanska astronomen Takao Kobayashi vid Ōizumi-observatoriet. Den är uppkallad efter Yoshinori Kobayashi.
Den tillhör asteroidgruppen Baptistina.